# Xichang
Xichang is een stad in de Chinese provincie Sichuan.
Het is met ca. 126.700 inwoners de op een na grootste stad in het uiterste zuiden van de provincie, ca. 200 km ten noorden van Panzhihua, gelegen aan de Yangtze, in het hooggebergte.
Niet ver hiervandaan ligt een lanceerbasis voor raketten.